# Alžběta zu Wied
Pavlína Alžběta Otýlie Aloisie z Wiedu (29. prosince 1843 – 2. března 1916) byla první rumunská královna a manželka krále Karla I. Široce známá je pod svým literárním pseudonymem Carmen Sylva.

## Biografie

### Původ, mládí
Narodila se na zámku Monrepos v Neuwiedu. Byla dcerou Heřmana, knížete z Wiedu, a jeho manželky princezny Marie Nasavské. Již jako dítě psala Alžběta básně a krátké povídky. Ve věku 14–15 let si dala pseudonym Carmen Sylva (latinsky Lesní píseň n. Píseň lesa). Snila o tom, že se stane učitelkou; z pochopitelných důvodů se rodiče postavili proti tomu a dívka se začala věnovat hudbě – vyučovala ji Klára Schumannová.

### Manželství, potomci
Když byla Alžběta mladou dívkou ve věku kolem šestnácti let, uvažovalo se o ní jako o možné nevěstě pro Alberta Edwarda, prince waleského, budoucího britského krále Eduarda VII. Jeho matka královna Viktorie ji velmi preferovala jako svou perspektivní snachu a naléhala na svou dceru
princeznu Viktorii, zvanou Vicky, aby jí byla nápomocna. Alžběta proto strávila společenskou sezónu na berlínském královském dvoře a její rodina doufala, že zde dívka zkrotne v mírnou, pokornou, vdavekschopnou princeznu. Vicky odpověděla „nepovažuji ji vůbec za distingovanou, určitě je opakem Bertieho vkusu“, zatímco jiná princezna, vysoká a štíhlá Alexandra Dánská byla „přesně ve stylu Bertieho obdivu“. Bertiemu ukázali Alžbětiny fotografie, ale ty ho nikterak neuchvátily a věnoval jim jen letmý pohled. Nakonec se Bertieho nevěstou stala Alexandra.
Se svým budoucím manželem, Karlem von Hohenzollern-Sigmaringen, se Alžběta poprvé setkala roku 1861 v Berlíně. Roku 1869 Karel, v té době již princ rumunský, přijel do Německa hledat nevěstu. Na královském plese v Berlíně se opět setkal s tehdy 25letou Alžbětou a 15. listopadu téhož roku se s ní v Neuwiedu oženil.

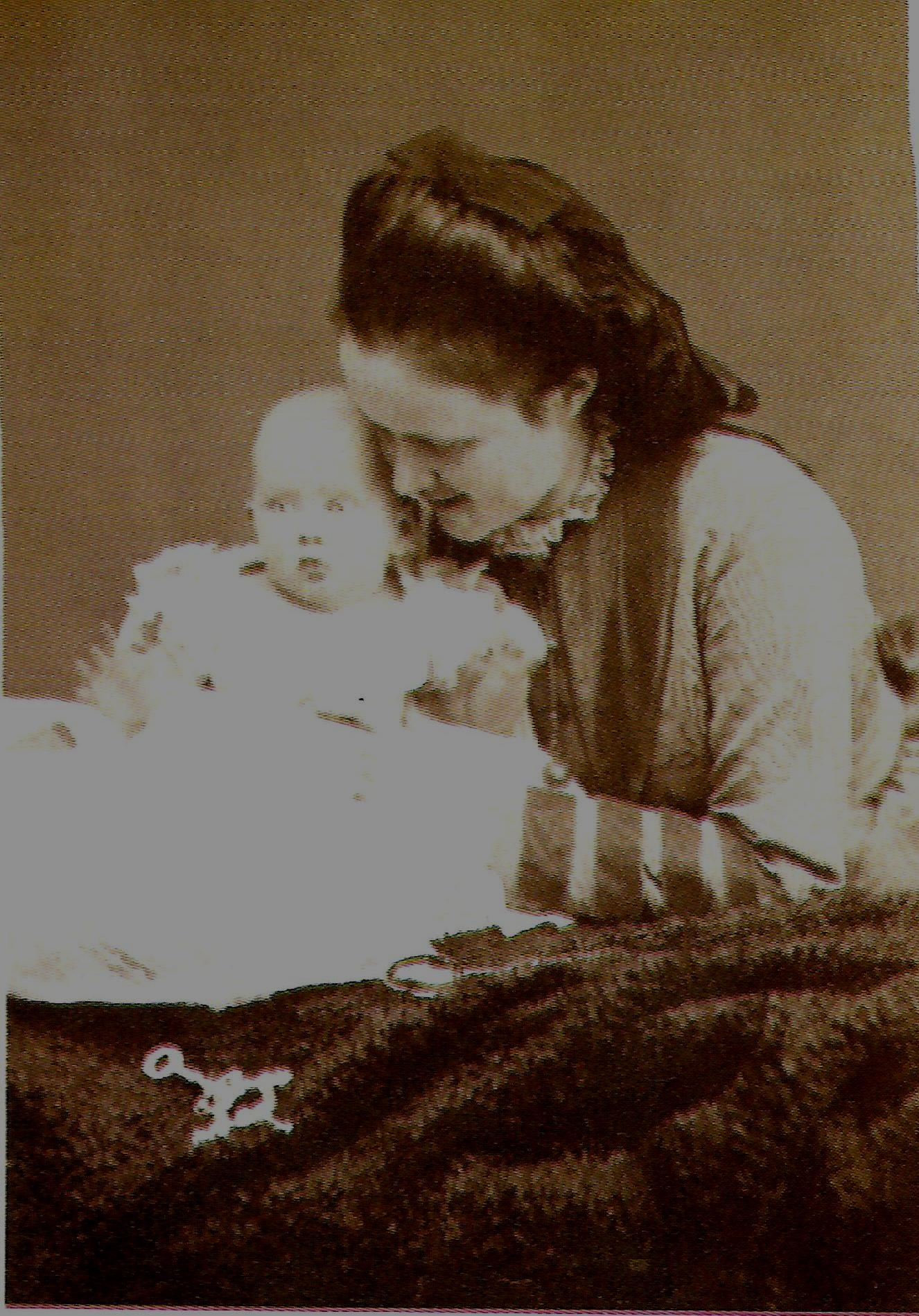
Alžběta se svou dcerkou Marií

Z jejich manželství se narodilo jediné dítě, dcera Marie:
- Marie Rumunská – 8. září 1870 – 9. dubna 1874

Děvčátko však ve věku pouhých tři a půl roku podlehlo těžkému, tehdy často smrtelnému onemocnění spálou. Tato tragédie poznamenala celý další život Alžbětin a odrazila se v jejích písních a básnické tvorbě.
Podle všech zpráv a pramenů vztah Karla a Alžběty byl značně chladný po celou dobu jejich 43 let trvajícího manželství. Alžběta se stavěla s jistým despektem ke Karlově neochvějné oddanosti jeho královským povinnostem; řekla jednou, že její „manžel nosí svou korunu, i když spí“. Smrt dcerky způsobila, že se manželé ještě více odcizili. Až na sklonku Karlova života došlo k jejich sblížení.
Karel zemřel 16. října roku 1914. Alžběta ho přežila o pouhý rok a půl – zemřela 2. března roku 1916 ve věku 72 let. Při pohřbu oblíbené královny se shromáždily obrovské davy lidí. Pochována byla v místě odpočinku rumunské královské rodiny v královské hrobce katedrály starobylého města Curtea de Argeș po boku svého manžela a své dcerky.

### Královna

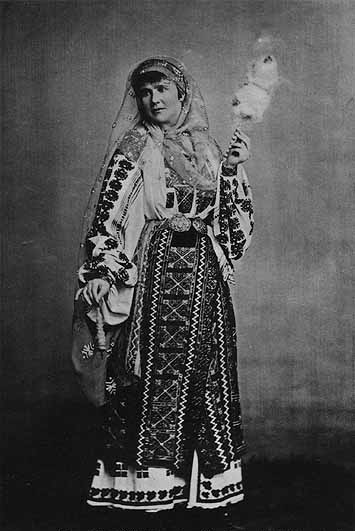
Královna Alžběta v rumunském lidovém kroji

Roku 1876 přijela Alžběta s manželem do Rumunska, kde byl princ roku 1881 korunován jako král Karel I. Rumunský a Alžběta rumunskou královnou. Za rusko-turecké války v letech 1877–1878, jíž se účastnilo i Rumunsko, věnovala princezna mnoho času i prostředků péči o raněné vojáky a založila speciální řád Alžbětin řád za zásluhy v pomoci raněným.
Když se stala rumunskou královnou, snažila se cítit a být Rumunkou. Byla velmi aktivní na poli kulturním a především sociálním. Podporovala zakládání nových nemocnic a škol, jejím dílem je vznik školy řemesel a ručních prací, kde se vyučovalo umění světoznámé rumunské výšivky (jíž se naučila i ona sama). Co možná nejčastěji se objevovala ve světě v atraktivním rumunském lidovém kroji.
Přestože byla aristokratkou a královnou, zastávala názor, že republika je značně lepším státním zřízením nežli monarchie; tento názor však veřejně nikdy nedeklarovala, je zachycen v jejím deníku, kde psala, že jedinou rozumnou formou vlády je republika a soudila, že je také spravedlivá, neboť „všichni jsou si rovni“. Psala: „Nemohu pochopit hloupost lidí, kteří nás (monarchy, aristokraty) tolerují.“ Její blízkou přítelkyní byla rakouská císařovna Alžběta Bavorská (Sissi), která měla podobné názory.

### Aféra Văcărescu
Protože královský pár neměl dědice a následníka trůnu, adoptoval král Karel I. roku 1881 svého synovce Ferdinanda. Ferdinand, naprostý cizinec ve svém novém domově, navázal vztah s Alžbětinou dvorní dámou, spisovatelkou Elenou Văcărescu. Alžběta, jež k Eleně velmi lnula, jejich románek podporovala, ignorujíc skutečnost, že jejich vztah se nemohl stát oficiálním, že totiž manželství mezi oběma mladými lidmi bylo podle rumunské ústavy nepřípustné. (Podle rumunské ústavy z roku 1866 následníkovi trůnu nebylo dovoleno oženit se s Rumunkou.) Výsledkem byl odchod obou žen do exilu – Alžběta odjela do Neuwiedu a Elena do Paříže, zatímco Ferdinand se vydal na cestu po Evropě hledat nevěstu, jíž se nakonec stala vnučka královny Viktorie, princezna Marie z Edinburghu. Aféra přispěla k pověsti Alžběty jako snivé, romantické a excentrické osoby, na druhé straně pak měla svůj podíl na příštím napjatém vztahu mezi Alžbětou a její nevlastní snachou.

### Spisovatelka a básnířka

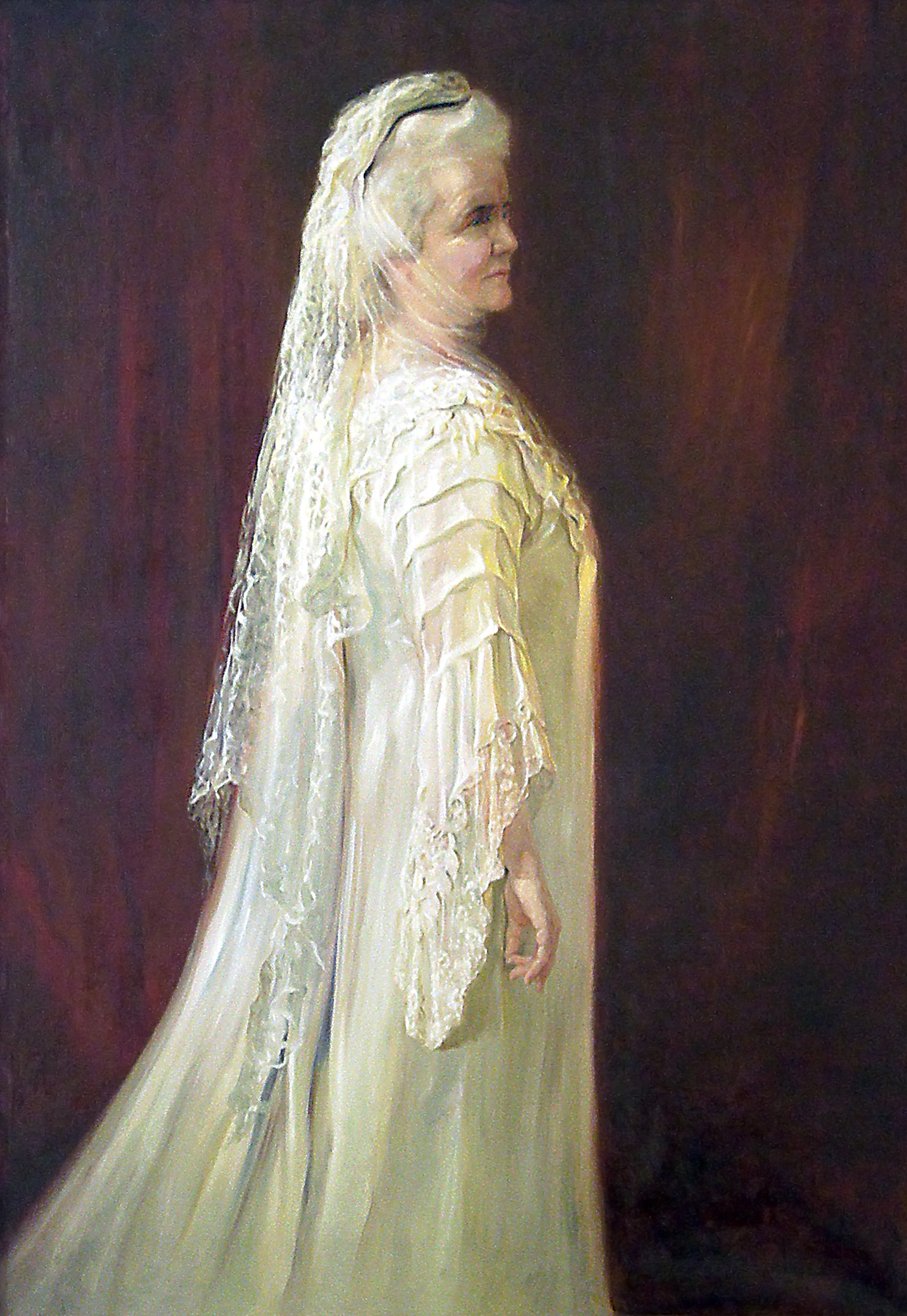
Portrét královny Alžběty. Národní historické muzeum, Bukurešť

V Rumunsku se Alžběta intenzivně věnovala literární činnosti. Kromě toho, že psala vlastní básně, povídky a romány, překládala díla francouzské a rumunské literatury do němčiny. V Bukurešti se královna seznámila a záhy spřátelila se spisovatelkou Mite Kremnitz, jež se záhy stala její přítelkyní a od roku 1881 i dvorní dámou. V jejím domě se v letech 1885–1886 se seznámila se spisovatelem Bruno Willem. Alžběta s Mitou napsaly společně pod pseudonymem Dito und Idem několik her, románů a knih pro děti, z nichž nejznámější se staly Pelešské pohádky, vycházející z tajuplných mýtů rumunského lidu, nebo historická tragédie o Anně Boleynové. Carmen Sylva kladla při zveřejňování svých děl velký důraz na podobu knih. Literární kritika je posuzovala, pokud vůbec, velmi zdrženlivě. Jedna z jejích sbírek básní byla vyznamenána cenou Francouzské Akademie. Alžběta pozvala roku 1878 do Bukurešti malířku Doru Hitz a ustavila ji dvorní malířkou. Dora, která pobývala v Rumunsku do roku 1882, dávala výtvarnou podobu jejím knihám a vytvořila podle Alžbětiny předlohy návrh na nástěnné malby v hudebním sále v zámku Peleș u Sinaie v Karpatech.
Počátkem roku 1884 navazuje královna Alžběta blízké, přátelské vztahy se svou jmenovkyní, rakouskou císařovnou Sissi.
V létě roku 1891 královna Alžběta, trpící neuralgií, odjela do italských lázní Pegli (část Janova). Zde se seznámila se skladatelem a spisovatelem Augustem Bungertem, který posléze zhudebnil mnohé její verše. V roce 1894 se Alžběta vrátila do Bukurešti, když byla předtím cestou z Itálie navštívila svou vlast. Zde se 28. dubna účastnila dobročinného koncertu, kde se prezentovalo pět písní, k nimž složila hudbu; ke dvěma z nich napsala i text.

### Řády
Královna Alžběta byla nositelkou britského královského řádu Viktorie a Alberta a pruského Luisina řádu.
Na její počest byl nazván první chráněný křižník rumunského námořnictva jejím jménem Elisabeta.

## Dílo (výběr)
- Sappho, epos ve verších, 1880
- Hammerstein, epos ve verších 1880
- Stürme (Bouře), epos ve verších, 1880
- Jehovah, epos ve verších, 1882
- Carmen Sylva's Königreich (Z království Carmen-Sylvy
  - Díl 1: Pelesch-Märchen (Pelešské pohádky). 1883
  - Band 2: Durch die Jahrhunderte (Staletími). 1885
- Mein Ruhe (Můj klid)', povídka, 1884
- Handzeichnungen (Kresby), vyprávění a skici, 1884
- Mein Rhein (Můj Rýn), povídky, 1884
- Mein Buch (Moje kniha). 1886
- Deficit, román, 1890
- Frauenmuth (Ženská odvaha), divadelní hra, 1890
- Handwerkerlieder (Písně řemeslníků). povídky, 1890
- Vom Amboß (Od kovadliny), aforismy, 1890
- Heimath (Vlast), povídky, 1891
- Meerlieder (Písně moře), povídky, 1891
- Weihnachtskerzchen von Pallanza (Vánoční svíce z Pallanzy), povídky, 1891
- Meister Manole (Mistr Manole), drama, 1892
- Um ein paar Stiefelchen (O páru střevíčků), drama, 1893
- Monsieur Hampelmann, dětská kniha, 1898
- Thau (Rosa), povídky, 1900
- Unter der Blume (pod květinami), povídky, 1903
- Geflüsterte Worte (Šeptaná slova). Eseje a lyrika, 5 svazků, 1903–1920
- Aus de Leben. Erzählungen (Ze života. Vyprávění). 1912

### Společná díla s Mite Kremnitz
- Aus zwei Welten (Ze dvou světů), román v dopisech, 1884
- Astra, román v dopisech, 1886
- Anna Boleyn, historické drama, 1886
- Feldpost (Polní pošta), román v dopisech, 1887
- In der Irre (V poblouznění), novely, 1888
- Rache und andere Novellen (Hrábě a jiné novely), novely, 1888

### Překlady
- Rumänische Dichtungen (Rumunské pověsti). 1881
- Pierre Loti: Islandfischer. 1885
- Paul de Saint-Victor: Die beiden Masken. 1899–1900

## Dědictví
Kolonizátor Patagonie a Ohňové země, narozený v Bukurešti, Julius Popper, byl fanouškem její práce a pojmenoval po ní některá místa.
- Sierra Carmen Silva (Chile)
- Río Carmen Silva (Argentina, také známá jako Río Chico)
- Lesní stezka Carmen Sylvy (Šetalište Carmen Sylve) v Opatiji v Chorvatsku
- Villa Carmen Sylva (Domburg)
- Villa Carmen Sylva (Varese)[1]